# Nunataki Priozërnye
Die Nunataki Priozërnye (englische Transkription von russisch Нунатаки Приозёрные Nunataki Priosjornyje, deutsch ‚Ufer-Nunatakker‘) sind eine isolierte Gruppe von Nunatakkern im ostantarktischen Mac-Robertson-Land. Sie ragen am Westrand des Amery-Schelfeises auf.
Russische Wissenschaftler benannten sie nach ihrer geografischen Lage am Westufer der Prydz Bay.